# 八重洲橋
八重洲橋（やえすばし）は、かつて東京都中央区の外濠川に架かっていた橋。東京駅東側の八重洲口中央口交差点付近にあり、1948年に外濠川が埋め立てられたのに伴い撤去された。
付近の行政地名としての中央区八重洲は、八重洲橋撤去後の1954年に町名変更で成立したものである。

## 沿革

### 初代八重洲橋
1872年（明治5年）、現在の東京駅西側の麹町区に「八重洲町1 - 2丁目」の町名が設定された。この2丁目は外濠（現在の東京駅東側）に接した。
1884年（明治17年）、外濠川の呉服橋と鍛冶橋との間に新たな橋として「八重洲橋」が架けられた。橋の名は、日本橋区・京橋区（現在の中央区）から麹町区八重洲町に通じることから付けられた。
1914年（大正3年）、この初代八重洲橋は東京駅の建設にともない、不要として取り壊された。東京駅東側には車両基地が置かれ、出入口は設けられなかったことが理由である。

### 2代目八重洲橋

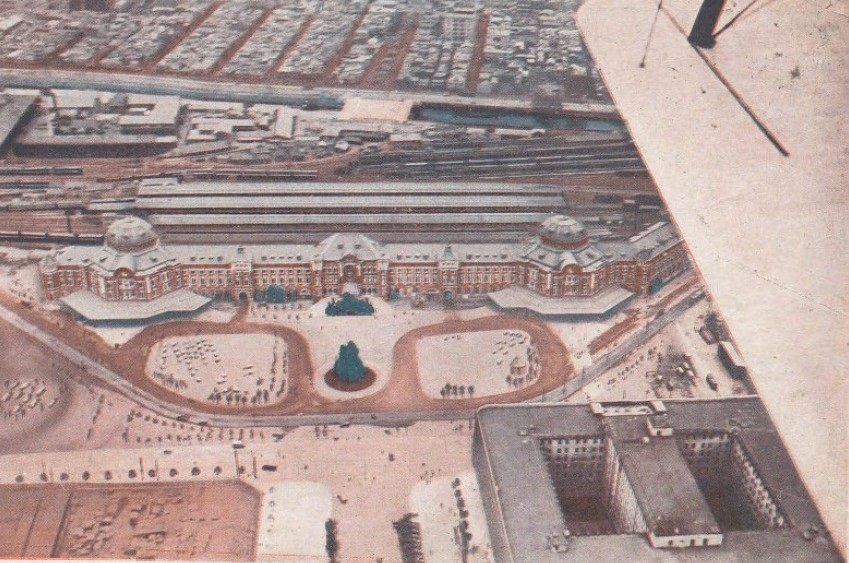
東京駅の丸の内側からの空撮（『大東京写真帖』1930年刊行）

関東大震災後の1925年（大正14年）、震災復興再開発事業の一環として再度架橋。
1929年、東京駅東側に出入口が設けられ「八重洲橋口」、「八重洲口」と呼ばれた。なお、戦前の八重洲口は小規模だった。
第二次世界大戦後、外濠川の埋め立て工事が行われ、1948年（昭和23年）に八重洲橋は撤去された。
2代目の八重洲橋は、詩人の木下杢太郎（兄が土木技術者で帝都復興院土木局長の太田圓三）が設計したとする説があり、詩人で文芸評論家の野田宇太郎が取り壊しに際して憤慨したことで知られている。ただし「木下が設計した」については疑義も呈されている。山口文象は少なくともデザイン設計の一部に関わっている。
八重洲橋撤去後の1954年（昭和29年）、日本橋呉服橋・槇町が改称し、八重洲という町名が生まれた。

## 外濠川に架けられていた隣接する橋
- 呉服橋
- 鍛冶橋